# Les Trois-Châteaux
Ne doit pas être confondu avec Saint-Paul-Trois-Châteaux.
Les Trois-Châteaux est, depuis le 1er avril 2016, une nouvelle commune française située dans le département du Jura, dans la région culturelle et historique de Franche-Comté et la région administrative Bourgogne-Franche-Comté.
De statut administratif commune nouvelle, elle est issue de la fusion des communes de L'Aubépin, de Chazelles et de Nanc-lès-Saint-Amour, lesquelles ont pris le statut administratif de commune déléguée.
Le 1er janvier 2019, Saint-Jean-d'Étreux intègre la commune.

## Géographie
Le chef-lieu de la commune nouvelle est fixé à Nanc-lès-Saint-Amour.

### Climat
Pour des articles plus généraux, voir Climat de la Bourgogne-Franche-Comté et Climat du département du Jura.
En 2010, le climat de la commune est de type climat de montagne, selon une étude du Centre national de la recherche scientifique s'appuyant sur une série de données couvrant la période 1971-2000. En 2020, Météo-France publie une typologie des climats de la France métropolitaine dans laquelle la commune est exposée à un climat semi-continental et est dans la région climatique Bourgogne, vallée de la Saône, caractérisée par un bon ensoleillement (1 900 h/an), un été chaud (18,5 °C), un air sec au printemps et en été et des vents faibles.
Pour la période 1971-2000, la température annuelle moyenne est de 10,6 °C, avec une amplitude thermique annuelle de 17,3 °C. Le cumul annuel moyen de précipitations est de 1 235 mm, avec 12,5 jours de précipitations en janvier et 8,2 jours en juillet. Pour la période 1991-2020, la température moyenne annuelle observée sur la station météorologique de Météo-France la plus proche, « Saint-Julien Sa », sur la commune de Val Suran à 8 km à vol d'oiseau, est de 10,6 °C et le cumul annuel moyen de précipitations est de 1 349,8 mm. 
La température maximale relevée sur cette station est de 38,6 °C, atteinte le 24 août 2023 ; la température minimale est de −20,6 °C, atteinte le 30 décembre 2005,,.
Les paramètres climatiques de la commune ont été estimés pour le milieu du siècle (2041-2070) selon différents scénarios d'émission de gaz à effet de serre à partir des nouvelles projections climatiques de référence DRIAS-2020. Ils sont consultables sur un site dédié publié par Météo-France en novembre 2022.

## Urbanisme

### Typologie
Au 1er janvier 2024, Les Trois-Châteaux est catégorisée commune rurale à habitat dispersé, selon la nouvelle grille communale de densité à sept niveaux définie par l'Insee en 2022.
Elle appartient à l'unité urbaine de Saint-Amour, une agglomération intra-départementale regroupant trois  communes, dont elle est une commune de la banlieue,,. Par ailleurs la commune fait partie de l'aire d'attraction de Saint-Amour, dont elle est une commune de la couronne,. Cette aire, qui regroupe 7 communes, est catégorisée dans les aires de moins de 50 000 habitants,.

## Toponymie
L'arrêté préfectoral créant la commune en 2016 utilisait la graphie « Les Trois Châteaux », graphie non conforme aux règles de typographie française. Le nom de la commune a ensuite été modifié en 2019 pour respecter les règles de typographie.

## Histoire
La commune naît le 1er avril 2016 à la suite de la publication d'un arrêté préfectoral du 30 mars 2016. Elle résulte de la fusion des communes de L'Aubépin, de Chazelles et de Nanc-lès-Saint-Amour, lesquelles sont devenues des communes déléguées.
Le 1er janvier 2019, Saint-Jean-d'Étreux intègre la commune nouvelle par arrêté préfectoral du 22 novembre 2018.

Territoire communal avec les communes déléguées.

| Nom                          | Code Insee | Intercommunalité          | Superficie (km2) | Population (dernière pop. légale) | Densité (hab./km2) |
| ---------------------------- | ---------- | ------------------------- | ---------------- | --------------------------------- | ------------------ |
| Nanc-lès-Saint-Amour (siège) | 39378      | CC du Pays de Saint-Amour | 5,29             | 315 (2014)                        | 60                 |
| Chazelles                    | 39135      | CC du Pays de Saint-Amour | 4,04             | 148 (2014)                        | 37                 |
| L'Aubépin                    | 39023      | CC du Pays de Saint-Amour | 5,67             | 148 (2014)                        | 26                 |
| Saint-Jean-d'Étreux          | 39484      | CC Porte du Jura          | 4,28             | 157 (2014)                        | 37                 |

## Politique et administration

### Résultats électoraux
Lors des élections municipales et territoriales de 2020, deux listes de candidats sont présentes : une liste conduite par Philippe Chavanne, maire élu en 2016, et une liste conduite par Romain Jouvenceau, ancien conseiller municipal de L'Aubépin. Ce dernier est élu dès le premier tour le 15 mars 2020 avec seize membres de sa liste, un second tour est donc nécessaire pour élire les deux derniers conseillers. Quant à Philippe Chavanne, non élu au premier tour, il ne recueille qu'une seule voix au second tour, le 28 juin 2020.
Lors de la première réunion du conseil municipal à l'issue de ces élections, Romain Jouvenceau est élu maire « sans opposition ».

### Administration municipale
Le nombre d'habitants au dernier recensement étant compris entre 500 et 1 499, le nombre de membres du conseil municipal est de 15.

### Liste des maires

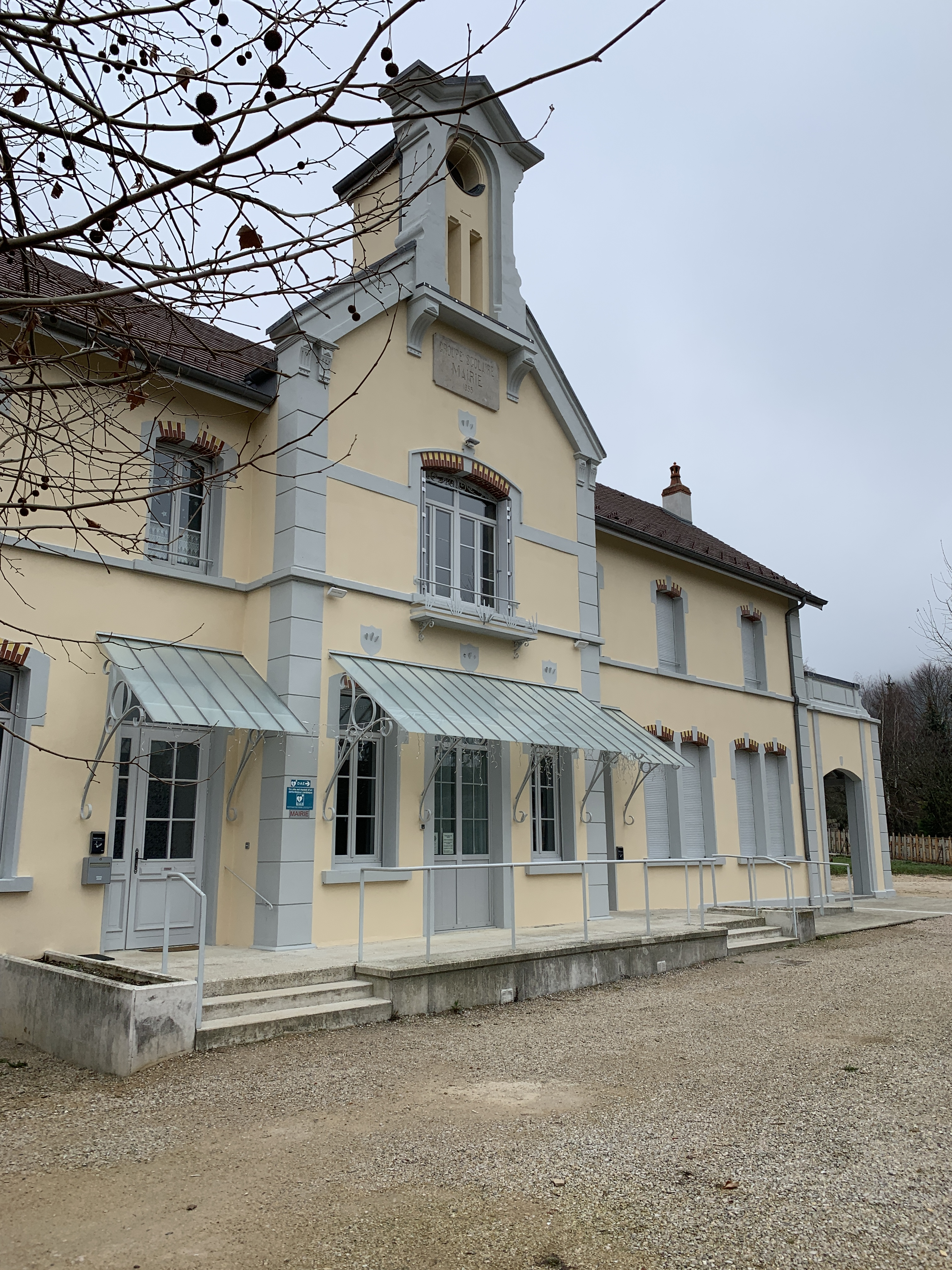
La mairie à Nanc-lès-Saint-Amour, en 2018.

| Période         | Période                       | Identité          | Étiquette | Qualité                             |
| --------------- | ----------------------------- | ----------------- | --------- | ----------------------------------- |
| 10 avril 2016   | 3 juillet 2020                | Philippe Chavanne | NUPES     | Professeur d'histoire/géographie    |
| 3 juillet 2020, | En cours (au 24 juillet 2020) | Romain Jouvenceau | RN        | Ouvrier qualifié de type industriel |

## Population et société

### Démographie
L'évolution du nombre d'habitants est connue à travers les recensements de la population effectués dans la commune depuis sa création.
En 2022, la commune comptait 770 habitants, en évolution de −0,26 % par rapport à 2016 (Jura : −0,81 %, France hors Mayotte : +2,11 %).
| 2014 | 2015 | 2020 | 2022 |
| ---- | ---- | ---- | ---- |
| 768  | 616  | 766  | 770  |

## Culture locale et patrimoine

### Lieux et monuments

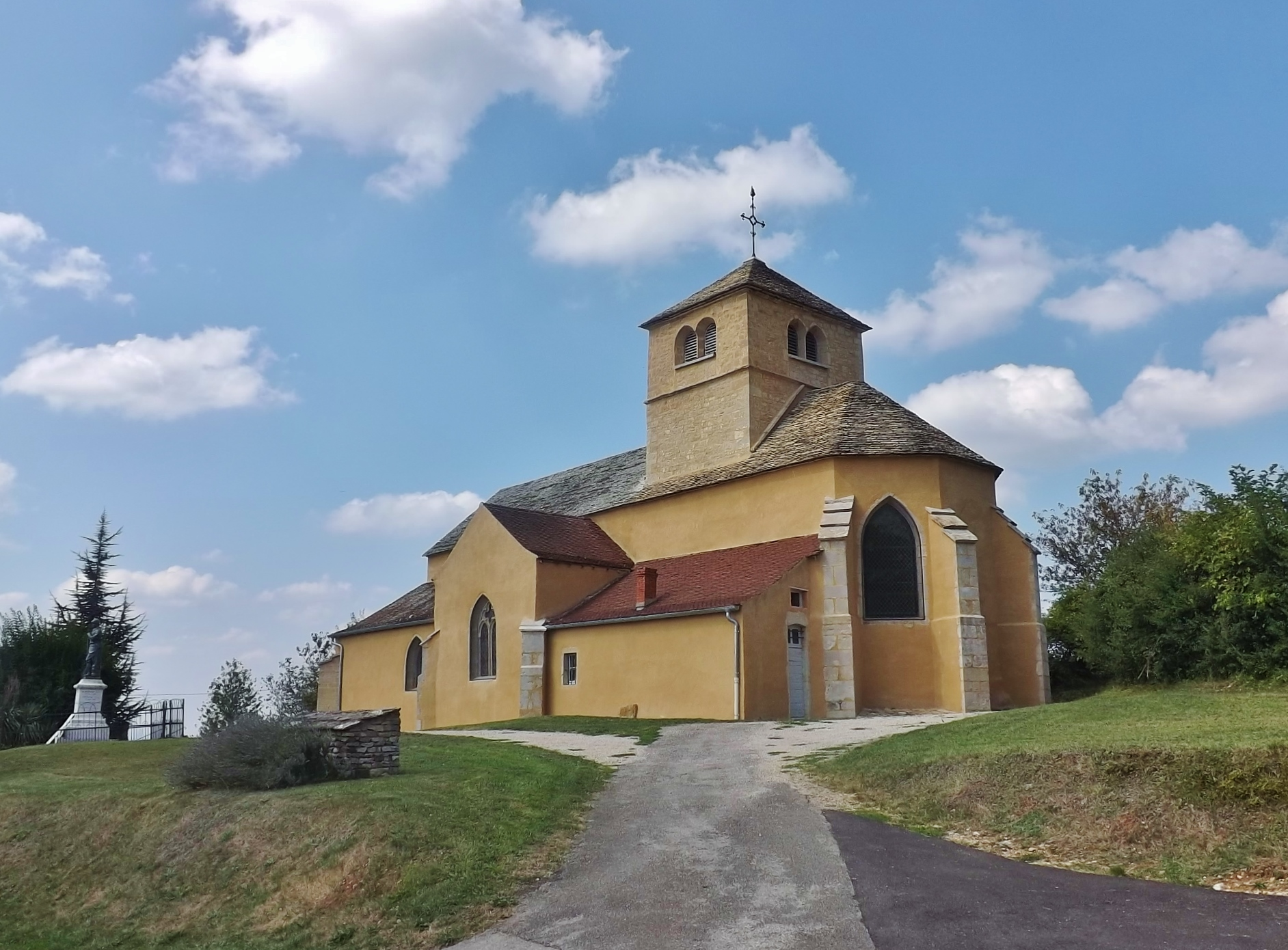
L'église Saint-Martin
de Nanc-lès-Saint-Amour.

Les lieux et monuments notoires sont ceux des communes fusionnées : L'Aubépin, Chazelles, Nanc-lès-Saint-Amour et Saint-Jean-d'Étreux : la maison forte de Nanc-lès-Saint-Amour, confisquée au profit du chancelier Nicolas Rolin et l'église Saint-Martin, inscrite à l'inventaire des monuments historiques depuis le 28 septembre 1961.